# Paragwaj na Letnich Igrzyskach Olimpijskich 1992
Paragwaj na Letnich Igrzyskach Olimpijskich 1992 reprezentowało 27 zawodników: 24 mężczyzn i trzy kobiety. Był to szósty start reprezentacji Paragwaju na letnich igrzyskach olimpijskich.

## Skład kadry

### Judo
Mężczyźni
- Vicente Céspedes waga do 65 kg - 36. miejsce,

### Lekkoatletyka
Kobiety
- Natalia Toledo - skok w dal - 27. miejsce,

Mężczyźni
- Ramón Jiménez-Gaona - rzut dyskiem - 16. miejsce,
- Nery Kennedy - rzut oszczepem - 30. miejsce,

### Piłka nożna
Mężczyźni
- Guido Alvarenga, Francisco Arce, Celso Ayala, Arsenio Benítez, Harles Bourdier, Mauro Caballero, Jorge Luis Campos, Andrés Duarte, Francisco Ferreira, Carlos Gamarra, Juan Ramón Jara, Juan Marecos, Gustavo Neffa, Rubén Ruiz, Ricardo Sanabria, Hugo Sosa, Julio César Yegros - 6. miejsce,

### Pływanie
Mężczyźni
- Marcos Prono

100 m stylem grzbietowym - 47. miejsce,
200 m stylem grzbietowym - 39. miejsce,
- Alan Espínola

100 m stylem motylkowym - 64. miejsce,
200 m stylem motylkowym - 42. miejsce,

### Szermierka
Mężczyxni
- Enzo da Ponte

floret indywidualnie - 54. miejsce,
szpada indywidualnie - 68. miejsce,
- José Marcelo Álvarez

floret indywidualnie - 56. miejsce,
szpada indywidualnie - 66. miejsce,

### Tenis ziemny
Kobiety
- Rossana de los Ríos, Larissa Schaerer - gra podwójna - 17. miejsce,